# Кёк-Таш (Лейлекский район)
Кёк-Таш (кирг. Көк-Таш) — село в Лейлекском районе Баткенской области Кыргызстана. Входит в состав Сумбулинского айылного аймака.

## География
Село расположено в западной части области, на расстоянии приблизительно 14 километров (по прямой) к юго-западу от города Раззакова, административного центра района. Абсолютная высота — 1765 метров над уровнем моря.

## Население
Согласно оценочным данным Национального статистического комитета Кыргызской Республики, численность населения села на начало 2023 года составляла 4081 человек.
| год     | 2009 | 2014 | 2015 | 2020 | 2021 | 2023 |
| ------- | ---- | ---- | ---- | ---- | ---- | ---- |
| человек | 3187 | 3441 | 3415 | 3842 | 3957 | 4081 |